# Universidad Autónoma de Entre Ríos
La Universidad Autónoma de Entre Ríos es una universidad pública argentina administrada por el estado provincial. Fue fundada en el año 2000. Cuenta con cuatro facultades: Humanidades, Artes y Ciencias Sociales; Ciencias de la Gestión; Ciencia y Tecnología; Ciencias de la Vida y la Salud. Las mismas están descentralizadas, encontrándose distribuidas en las cuatro sedes: Paraná, Concepción del Uruguay, Concordia, y Gualeguaychú. También pertenecen a la universidad escuelas situadas en Oro Verde, La Picada, Paraná y Concepción del Uruguay. 

## Historia

### Creación
Fue fundada por la ley provincial N.º 9250  del 8 de junio de 2000 por el gobernador Sergio Montiel. Absorbió varias instituciones destinadas a la enseñanza superior no universitaria, reformulando sus planes de carrera para adaptarlos a la normativa de la CoNEAU. A continuación se listan las instituciones terciarias que dieron origen a las unidades académicas de la UADER:
| Institución original | Dependencia actual                                          |
| --- | ----------------------------------------------------------- |
| - Instituto Superior de Artes Visuales “Prof. Roberto López Carnelli” (Paraná) - Escuela de Nivel Medio y Superior de Música, Danza y Teatro “Prof. Constancio Carminio” (Paraná) - Profesorado de Enseñanza Primaria con Especializaciones (Paraná) - Profesorado de Ciencias Sociales “Paulo Freire” (Paraná) - Instituto de Enseñanza Superior “Victoria Ocampo” (C. del Uruguay) - Instituto de Enseñanza Superior (C. del Uruguay) - Instituto Superior “Francisco Ramírez” (Gral. Ramírez) - Instituto Superior de Educación Física “José Zubiaur” (Gualeguay) - Profesorado en Disciplinas Agropecuarias e Industriales (Paraná) - Escuela Superior de Policía “Salvador Maciá” (Paraná) - Instituto de Enseñanza Superior (Paraná) | Facultad de Humanidades, Artes y Ciencias Sociales (FHAyCS) |
| - Escuela Superior de Administración Pública de la ciudad de Paraná - Escuela Superior de Archivística de la ciudad de Paraná. - Instituto Superior de Turismo “Santa Cecilia” de la ciudad de Villaguay - Instituto de Enseñanza Superior de la ciudad de Paraná | Facultad de Ciencias de la Gestión (FCG)                    |
| - Escuela Provincial de Enfermería (Paraná) - Unidad Docente de Medicina de Entre Ríos (Paraná) | Facultad de Ciencias de la Vida y la Salud (FCVyS)          |
| - Instituto Superior de Informática de la Provincia de Entre Ríos (Isiper) - Centro de Capacitación Tecnológica (Paraná) - Instituto Superior de Electrónica (C. del Uruguay) | Facultad de Ciencia y Tecnología (FCyT)                     |
| - Escuela Normal “José María Torres” (Paraná) - Escuela Normal Rural “Almafuerte” (Dpto. Paraná) - Escuela Normal Rural “Juan Bautista Alberdi” (Dpto. Paraná) - Escuela Normal Superior “Domingo Faustino Sarmiento” (Federación) - Escuela Normal Superior de Lenguas Vivas “Mariano Moreno” (C. del Uruguay) - Colegio de Nivel Medio y Superior “Justo José de Urquiza” (C. del Uruguay) - Colegio de Nivel Superior N.º 1 “Luis Clavarino” (Gualeguaychú) - Instituto Superior Técnico (Basavilbaso) - Escuela de Nivel Medio y Superior N.º 35 “José de San Martín” (Crespo) - Escuela de nivel medio y superior “Justo José de Urquiza” de la ciudad de Chajarí. - Escuela de nivel medio y superior N.º 35 de la ciudad de Crespo - Escuela Media y Superior N.º 93 “Del Centenario” (Paraná) - Escuela Superior “Justo José de Urquiza” (Chajarí) | Escuelas de nivel medio                                     |

### Normalización y consolidación
En 2001, la CoNEAU le otorgó el reconocimiento nacional a la UADER, sujeto al cumplimiento de un plan de reconversión que terminó en 2008. En 2001 se aprobó el estatuto provisorio por el que se regiría la universidad. A partir de 2002, se conformaron órganos consultivos para avanzar en el proceso de normalización (Consejos Consultivos en las Facultades y Consejo Superior Provisorio), cuya actividad finalizó en diciembre de 2012, ocasión en la que se constituyó la primera Asamblea Universitaria de la Universidad con motivo de la elección del Rector y Vicerrector mediante el voto de los Decanos y de los representantes de los claustros, quienes previamente habían sido elegidos en cada Facultad.
A partir de 2008 comienza a regularizarse la situación docente con la apertura de concursos ordinarios.
En 2012 se produce una serie de manifestaciones estudiantiles en la universidad. En diciembre de ese año se lleva a cabo la primera Asamblea Universitaria que permitió elegir Rector y Vicerrector mediante el voto de los claustros.

## Gobierno y gestión
La gestión institucional de la Universidad se lleva adelante desde el Rectorado, con sede en Paraná.
El gobierno de cada una de las cuatro Facultades lo ejercen los respectivos Decanos y sus Consejos Directivos, un órgano colegiado con representación de los claustros docentes, estudiantes, graduados y personal administrativo/técnico-profesional y de servicios.
Las autoridades actuales de la universidad son:
- Rector: Abog. Luciano Filipuzzi
- Vicerrectora: Esp. Ing. Rossana Sosa Zitto
- Secretario de Planeamiento y gestión institucional: Cr. Mariano Camoirano
- Secretaria Académica: Esp. Rosana Ramírez
- Secretario de Ciencia y Técnica:  Dr. Walter Sione
- Secretario de Integración y Cooperación: Lic. Raúl Rousseaux
- Secretaria de Comunicación: Lic. Verónica Gómez
- Secretario de Bienestar Estudiantil: William Vernackt
- Secretaria Económico-Financiera: Cr. Andrea Blasón
- Secretario de Informática e Innovación Tecnológica: Kevin Smith
- Secretario de Educación a Distancia: Mtr. Adrián Stur

## Facultades
La UADER se encuentra formada por cuatro facultades:
| Dependencia                                                 | Ciudad                 | Sede                                                                                        |
| ----------------------------------------------------------- | ---------------------- | ------------------------------------------------------------------------------------------- |
| Facultad de Humanidades, Artes y Ciencias Sociales (FHAyCS) | Paraná                 | Urquiza y Corrientes, 1.er piso (Edificio de la Escuela Normal Superior "José María Torres" |
| Facultad de Humanidades, Artes y Ciencias Sociales (FHAyCS) | Federación             | Las Violetas 853 (Edificio Escuela Normal)                                                  |
| Facultad de Ciencias de la Gestión (FCG)                    | Paraná                 | Urquiza 1225                                                                                |
| Facultad de Ciencias de la Vida y la Salud (FCVyS)          | Paraná                 | Gral. José de San Martín 1202 (Complejo Educativo "Juan Domingo Perón")                     |
| Facultad de Ciencias de la Vida y la Salud (FCVyS)          | General Ramírez        | 29 de septiembre 110 (Complejo Educativo “Francisco Ramírez”)                               |
| Facultad de Ciencias de la Vida y la Salud (FCVyS)          | Gualeguay              | Corrientes y 1.º de mayo, 2.º piso (Complejo Educativo “Sara Salas de Berisso” )            |
| Facultad de Ciencias de la Vida y la Salud (FCVyS)          | Concordia              | Urquiza 480                                                                                 |
| Facultad de Ciencias de la Vida y la Salud (FCVyS)          | Villaguay              | Mitre 22                                                                                    |
| Facultad de Ciencia y Tecnología (FCyT)                     | Oro Verde              | Ruta 11, km. 10,5                                                                           |
| Facultad de Ciencia y Tecnología (FCyT)                     | Concepción del Uruguay | 25 de mayo 385                                                                              |
| Facultad de Ciencia y Tecnología (FCyT)                     | Federación             | Las Violetas 853 (Edificio Escuela Normal)                                                  |
| Facultad de Ciencia y Tecnología (FCyT)                     | Paraná                 | Urquiza y Corrientes (Edificio de la Escuela Normal Superior "José María Torres"            |

## Editorial UADER
La universidad cuenta con una editorial dedicada a la publicación de temas de interés académico y para el público general. Es dirigida por la Dra. Alfonsina Kohan.